# ژئوممبران

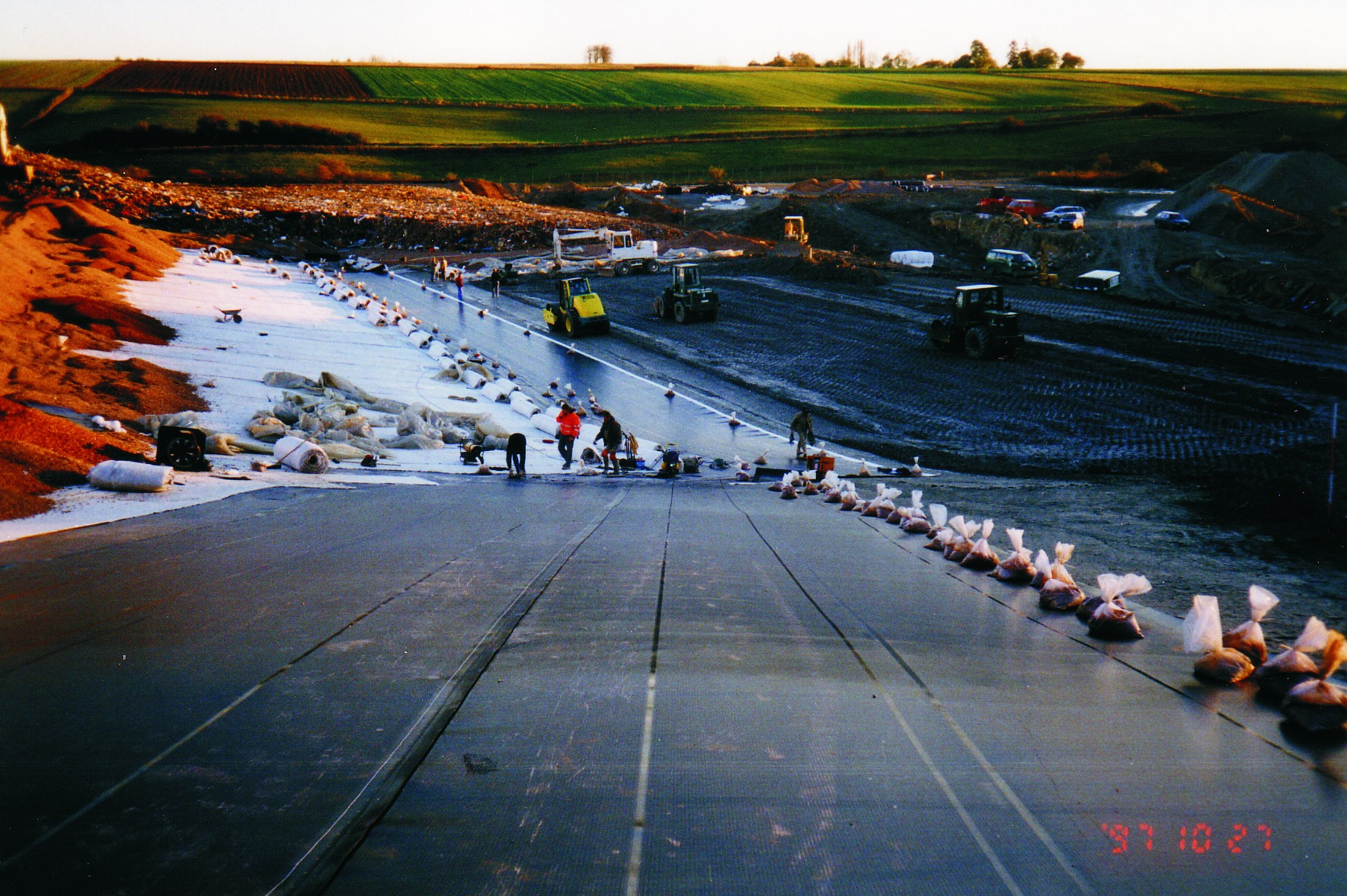
نصب ورقه‌های ژئوممبران

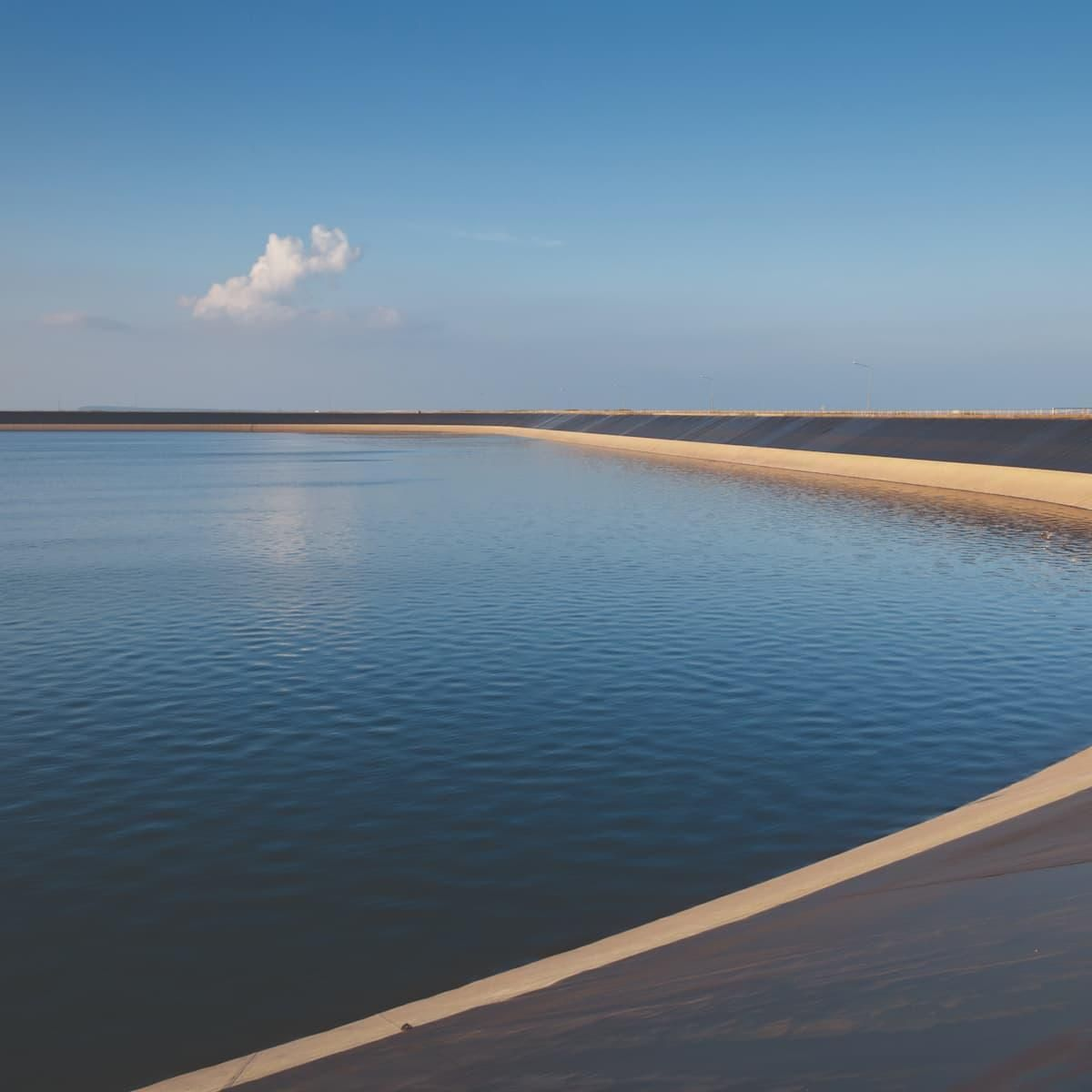
ورق ژئوممبران نصب شده در یک دریاچه مصنوعی

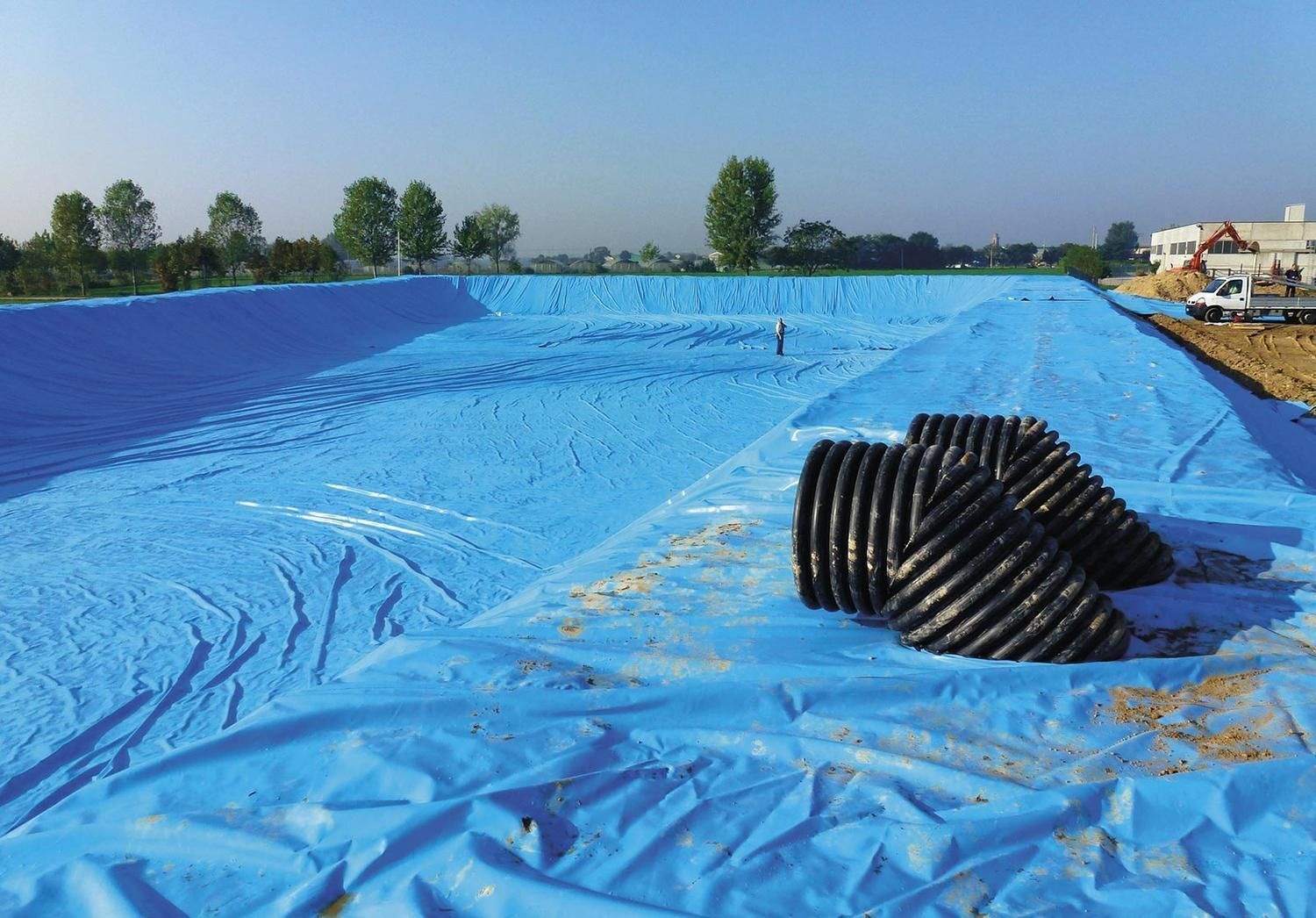
ورق ژئوممبران آبی نصب شده در یک استخر ذخیره آب کشاورزی

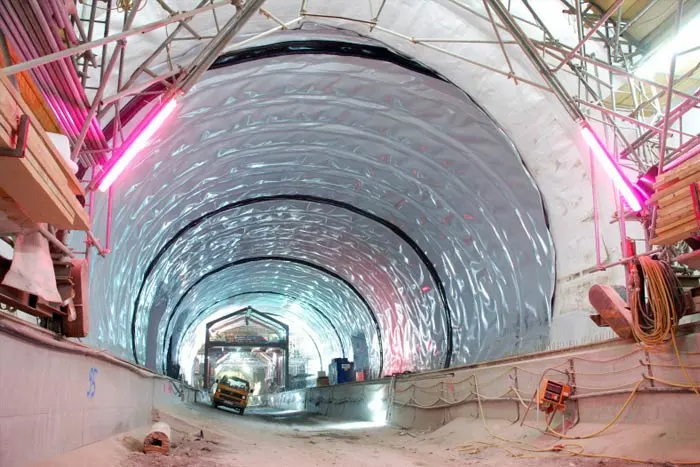
ورق ژئوممبران pvc اجرا شده در تونل های مترو جهت عایق سازی و ایزولاسیون تونل های مترو برای جلوگیری از ورود آب های زیر زمینی

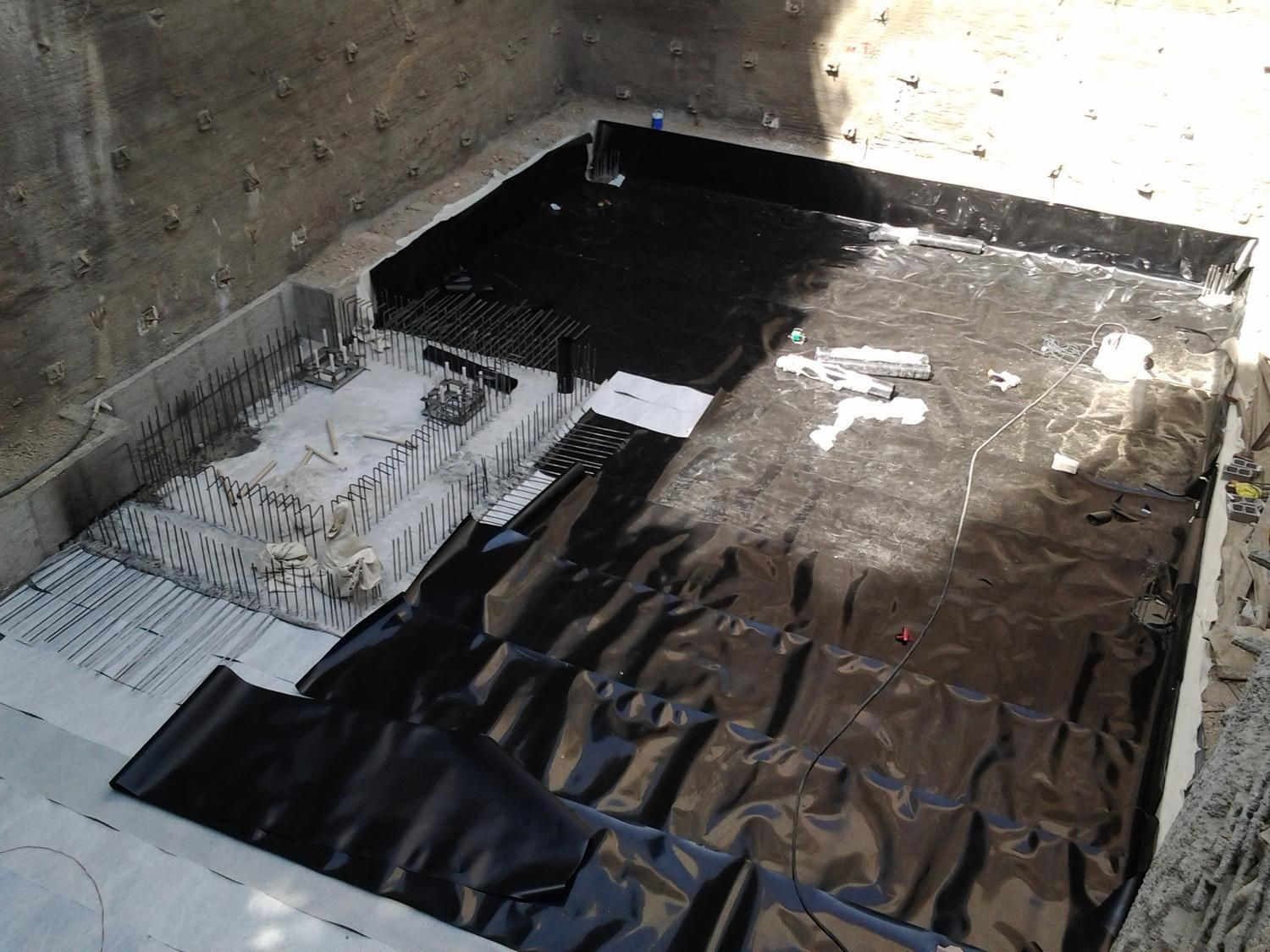
ورق ژئوممبران LLDPE اجرا شده جهت عایق سازی گود های ساختمانی برای جلوگیری از نفوذ اب به داخل سازه

ژئوممبران (انگلیسی: Geomembrane) به ورق‌هایی گفته می‌شود که بدون نیاز به زیرساخت می‌تواند به عنوان عایق مورد استفاده قرار گیرد. این ورق‌ها با استفاده از جوش حرارتی یا روش‌های مختلف در کنار هم قرار می‌گیرند. ورق ژئوممبران از پلیمر‌های مختلفی مانند پلی اتیلن یا پلی وینیل کلراید ساخته می‌شود. از ژئوممبران برای عایق‌بندی استخرهای خاکی، مخازن ذخیره آب و مواد شیمیایی استفاده می‌شود.

## ساختار ژئوممبران
ژئوممبران ورقی نفوذناپذیر است که امروزه جایگزین خوبی برای روش‌های قدیمی (سنگ و سیمان و بتن) بحث ایزولاسیون شده‌است. ورقی عایق است بر پایه پلی‌اتیلن که معمولا ژئوممبران از ۹۶ درصد رزین پلی اتیلن و ۳ درصد مستربچ و ۱ درصد آنتی‌اکسیدان تشکیل می‌شود و بر اساس رزین پلی اتیلن به سه نوع hdpe / lldpe / vldpe / pvc تقسیم می‌شود. معمولاً نقش عایق در استخرهای کشاورزی، ایزولاسیون فونداسیون، ایزولاسیون تونل، ایزولاسیون روف گاردن و ایزولاسیون انواع حوضچه‌های صنعتی را دارد.

### ساختار ژئوممبران
ژئوممبران از ۹۸ درصد پلی‌اتیلن و ۲ درصد کربن بلک تشکیل شده‌است، ولی در ژئوممبران‌های رنگی به جز مشکی، مقداری مستربچ هم اضافه می‌شود و همین امر باعث می‌شود عمر آن، کاهش پیدا کند، به دلیل اینکه ورق ژئوممبران، مقاومت خود را از دست می‌دهد و پوسیده می‌شود، هرچند مورد ذکرشده برای ژئوممبران سنگین (hdpe) می‌باشد.
ژئوممبران‌های (VLDPE (vinyl low density polyethylene) , LLDPE (liner low-density polyethylene), PVC (polyvinyl chloride همین ساختار را دارند، ولی آن‌ها به ترتیب به جای پلی اتیلن سنگین از پلی وینیل کلراید، پلی اتیلن سبک، ترکیبی از پلی اتیلن و وینیل می‌باشد.

## انواع ژئوممبران
1. ژئوممبران سنگین (high-density polyethylene): ژئوممبران HDPE نوعی از ژئوممبران می‌باشد که معمولاً برای احداث استخرهای ذخیره آب به کار می‌رود. این نوع ژئوممبران نسبت به ژئوممبران‌های دیگر انعطاف‌پذیری بالاتری دارد.
2. ژئوممبران سبک (liner low density polyethylene): ژئوممبران سبک نوعی ژئوممبران است که معمولاً برای ایزولاسیون فونداسیون، ایزولاسیون بام سبز و ایزولاسیون تونل به کار می‌رود و انعطاف آن از دیگر ژئوممبران‌ها بیشتر می‌باشد.
3. ژئوممبران (PVC (polyvinyl chloride: نوعی از ژئوممبران است که با توجه به انعطاف‌پذیری آن، مابین ژئوممبران سبک و سنگین می‌باشد، به همین خاطر از جمله کاربردهای ژئوممبران سبک و سنگین بیشترین کاربرد آن در معدن است.
4. ژئوممبران (VLDPE (vinyl low density polyethylene: از جدیدترین نوع ژئوممبران‌ها می‌باشد که به تازگی عرضه شده‌است که از ترکیب وینیل و LLDPE به وجود آمده‌است.

## کاربرد ژئوممبران
1. احداث استخر کشاورزی:  امروزه برای ساخت و احداث  استخر کشاورزی ، بیشتر از استخر خاکی با پوشش ورق ژئوممبران بجای استخرهای بتنی استفاده می‌شود. به دلایل هزینه‌های کمتر و اقتصادی تر و همچنین عمر بالاتر ژئوممبران نسبت به بتن به راحتی می‌توان آنرا جایگزین استخر بتنی کرد. ژئوممبران در برابر اشعه خورشید مقاوم است و در سرما و گرما، بسیار مقاوم تر از بتن است به طوری که ژئوممبران تا دمای ۸۰+ درجه سانتی گراد و ۷۰- درجه سانتی گراد را تحمل می‌کند، ژئوممبران نفوذ ناپذیری ۱۰۰ درصد دارد، در حالی که بتن و سنگ و سیمان نفوذ ناپذیری اندکی دارد) معمولاً برای احداث استخرهای کشاورزی از نوع ژئوممبران hdpe استفاده می‌شود.

مزایای احداث استخرهای کشاورزی با ورق ژئوممبران
- نصب سریع و آسان
- کاهش چشمگیر هزینه‌ها در مقایسه با بتن و سنگ و سیمان
- عمر مفید ۲۰–۴۰ سال ژئوممبران‌ها با توجه به شرایط محیطی و پروژه
- مقاومت حرارتی بالا
- استقامت بالای ورق‌های ژئوممبران دربرابر فشار آب
- وجود ضخامت‌های متفاوت برای عمق‌های متنوع و بالا
- خنثی بودن پلی اتیلن‌ها در برابر الودگی‌ها و مواد افزودنی
- نچسبیدن جلبک و خزه‌ها به دیواره و کف استخر
- قابلیت آپارات و تعمیر در صورت بروز مشکل
- غیرقابل جویده شدن توسط جوندگان موذی

1. احداث استخرهای پرورش آبزیان : ژئوممبران به دلیل ترکیبات شیمیایی پلی اتیلنی و بیولوژی ماده ای خنثی می‌باشد و با هیچ مادهٔ دیگری ترکیب نمی‌شود و به آن هیچ ماده ای نمی‌چسبد به همین دلیل مناسب‌ترین گزینه برای احداث حوضچه پرورش آبزیان است زیرا خزه به آن نمی‌چسبد.
2. احداث حوضچه ذخیره اسید و هیپ لیچ : به خاطر دلایل ذکر شده در بالا ژئوممبران ماده ای خنثی می‌باشد و با اسید هم واکنش نمی‌دهد و به خاطر این خصلت تنها گزینه برای احداث استخرهای ذخیره است و حوضچه‌های هیپ لیچ و لیچینگ می‌باشد.
3. ایزولاسیون فونداسیون : ژئوممبران PVC نوین تونل به دلیل انعطاف بالا مناسب‌ترین گزینه برای ایزولاسیون فونداسیون می‌باشد و جایگزین بتن می‌باشد و به دلیل انعطاف‌پذیری بالا در کنج‌ها و نقاط غیرقابل دسترس به راحتی نصب می‌شود.
4. ایزولاسیون بام سبز : ژئوممبران‌های pvc , lldpe , vldpe مناسب‌ترین گزینه‌های ورق ژئوممبران برای ایزولاسیون بام سبز می‌باشند چون هم سبک هستند و هم هزینه آن‌ها از ایزوگام بسیار پایین‌تر می‌باشد و عمر و مقاومت بالاتری دارند.
5. ایزولاسیون معدن و تونل : ژئوممبران‌های PVC نوین تونل به دلیل انعظاف پذیری بالا مناسب‌ترین راه تنها راه کار برای ایزولاسیون معدن و انواع تونل می‌باشند.

## مزایای ژئوممبران
- حفاظت از محیط زیست
- پیشگیری از نشت
- دوام و طول عمر
- مقرون به صرفه بودن